# St. Mechthild (Westeregeln)

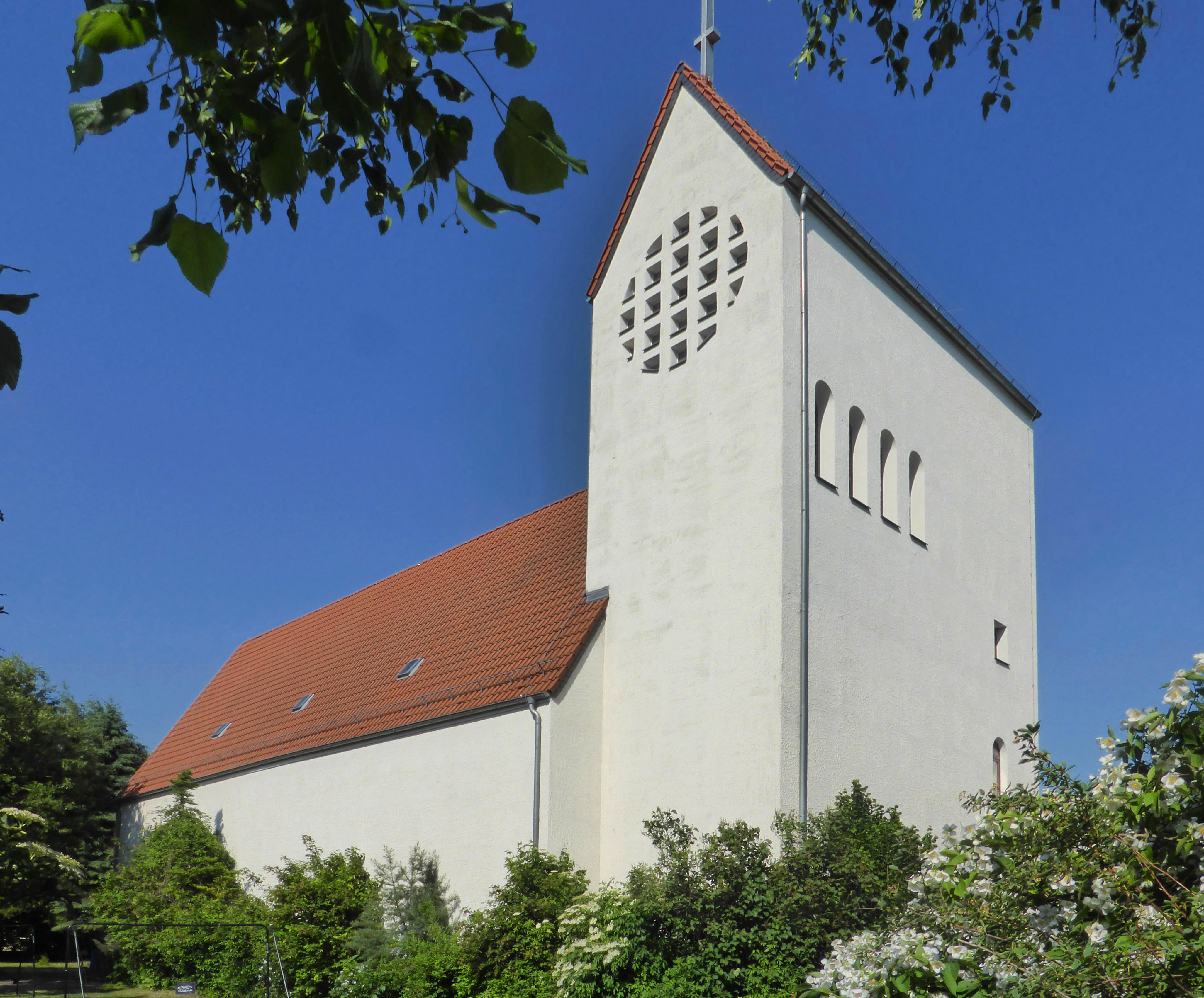
St.-Mechthild-Kirche

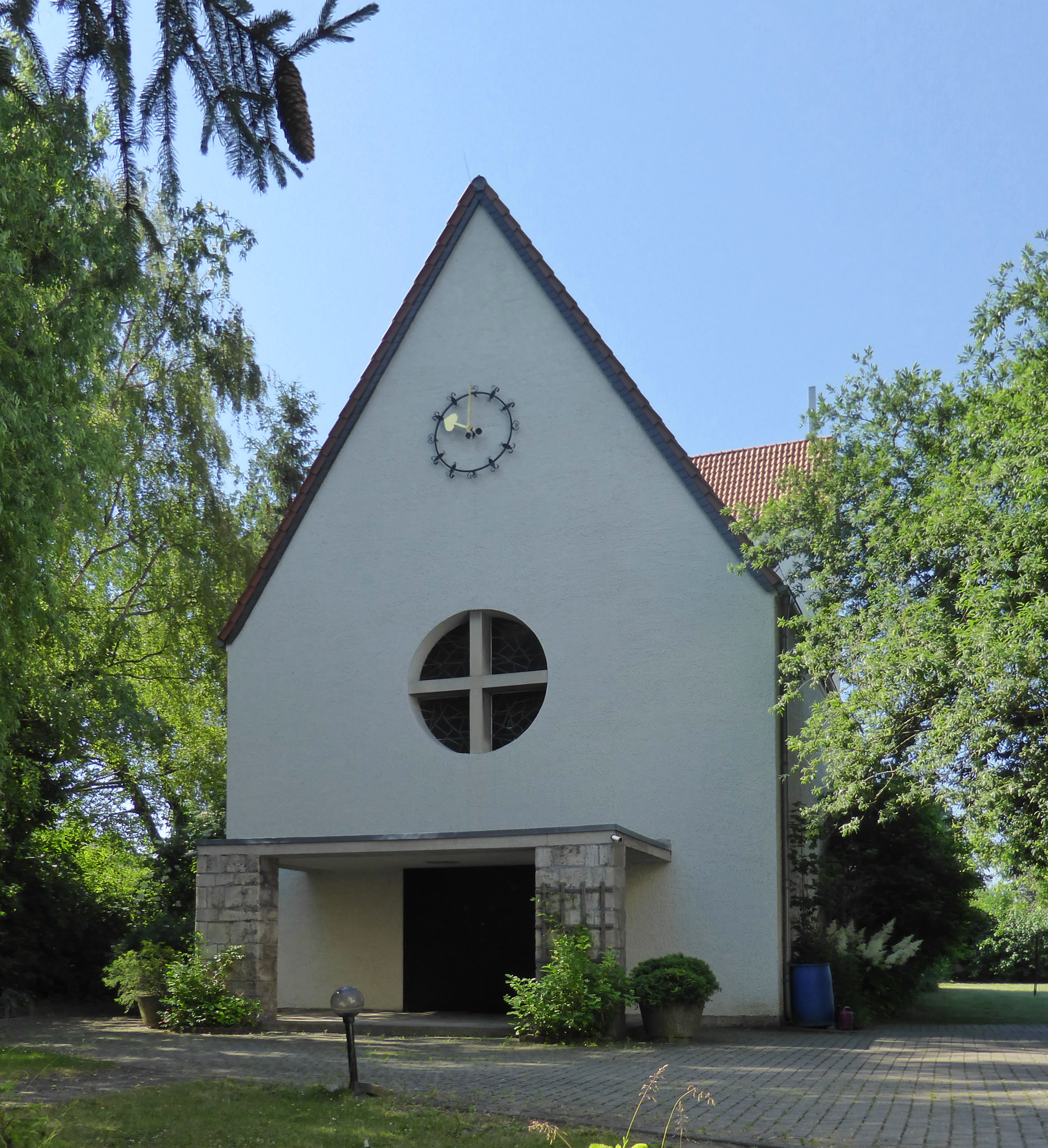
Eingangsseite

Die Kirche Sankt Mechthild ist die katholische Kirche in Westeregeln, einem Ortsteil der Gemeinde Börde-Hakel im Salzlandkreis in Sachsen-Anhalt.
Die Kirche gehört zur Pfarrei St. Marien Staßfurt-Egeln, im Dekanat Egeln des Bistums Magdeburg. Das nach der heiligen Mechthild von Hackeborn benannte Gotteshaus hat die Adresse Bahnhofstraße 7 und ist im Denkmalverzeichnis des Landes Sachsen-Anhalt unter der Erfassungsnummer 094 95757 als Baudenkmal aufgeführt.

## Geschichte
1553 wurde die Kirche und die Bevölkerung von Westeregeln durch die Reformation evangelisch-lutherisch. Im Zuge der Industrialisierung, insbesondere dem Bau der Kaliwerke in Westeregeln, siedelten sich wieder Katholiken in Westeregeln an.
Zunächst erfolgte 1927 die Einweihung einer katholischen Schule. Am 20. März 1929 erfolgte die Ernennung des Priesters August Schött zum ersten ortsansässigen Seelsorger für Westeregeln, mit ihm erfolgte – zeitgleich mit Ilberstedt – die Gründung der katholischen Kirchengemeinde Westeregeln. Zur Kirchengemeinde gehörten neben Westeregeln auch Etgersleben und Hakeborn, in dem 1973 die Einrichtung einer katholischen Kapelle erfolgte, die ebenfalls nach der heiligen Mechthild von Hackeborn benannt wurde. 1931 folgte die Grundsteinlegung der St.-Mechthild-Kirche, die 1933 ihre Weihe erhielt.
Zum 15. Dezember 2007 wurde der Gemeindeverbund Staßfurt – Egeln – Wolmirsleben – Hecklingen – Westeregeln errichtet, der neben der Pfarrvikarie St. Mechthild in Westeregeln auch die Pfarrei St. Marien in Egeln, die Pfarrvikarie Herz Jesu in Hecklingen, die Pfarrei St. Marien in Staßfurt und die Pfarrei St. Johannes Baptist in Wolmirsleben umfasste. Damals gehörten zur Pfarrvikarie Westeregeln rund 230 Katholiken. Am 2. Mai 2010 wurde aus dem Gemeindeverbund die heutige Pfarrei St. Marien Staßfurt-Egeln.